# Kung Kuang av Zhou
Kung Kuang av Zhou, var en kinesisk monark. Han var kung av Zhoudynastin 612–607 f.Kr.